# Chnoophora excelsa
Chnoophora excelsa là một loài dương xỉ trong họ Cyatheaceae. Loài này được Mart. mô tả khoa học đầu tiên năm 1828.
Danh pháp khoa học của loài này chưa được làm sáng tỏ. 